# Thomas J. Barrett
Thomas J. Barrett (nacido el 15 de enero de 1947) es un ex oficial de la Guardia Costera de los Estados Unidos y exsubsecretario de Transporte desde 2007 hasta 2009.

## Educación y servicio militar
Barrett obtuvo un título en Biología de Le Moyne College, Syracuse, Nueva York y un Doctorado en Jurisprudencia con honores de la Universidad George Washington. Se graduó de la Escuela de Guerra del Ejército y de la Universidad de Defensa Nacional en Estrategia de Seguridad Nacional y Capacidades Militares.
Sirvió 35 años en la Guardia Costera de EE. UU. y ocupó el cargo de Vicecomandante de la Guardia Costera desde 2002 hasta 2004. En esa capacidad, se desempeñó como segundo al mando, Ejecutivo de Adquisición de Agencias, coordinó el Consejo de Liderazgo de la Guardia Costera y copresidió con el Vicejefe de Operaciones Navales la Junta de la Armada y la Guardia Costera, un organismo de coordinación de políticas entre servicios. Jugó un papel decisivo en la mejora de la seguridad marítima después del 11 de septiembre, la ampliación del apoyo de la Guardia Costera a la Comunidad Nacional de Inteligencia Extranjera, el apoyo a la Operación Libertad Iraquí y la transición sin problemas de la Guardia Costera al Departamento de Seguridad Nacional de los Estados Unidos. Barrett fue vicepresidente y director de operaciones del Instituto Potomac de Estudios Políticos.
El 31 de mayo de 2006, el entonces secretario de Transporte, Norman Y. Mineta, prestó juramento a Barrett como el primer administrador permanente de la Administración de Seguridad de Tuberías y Materiales Peligrosos.